# Mandach

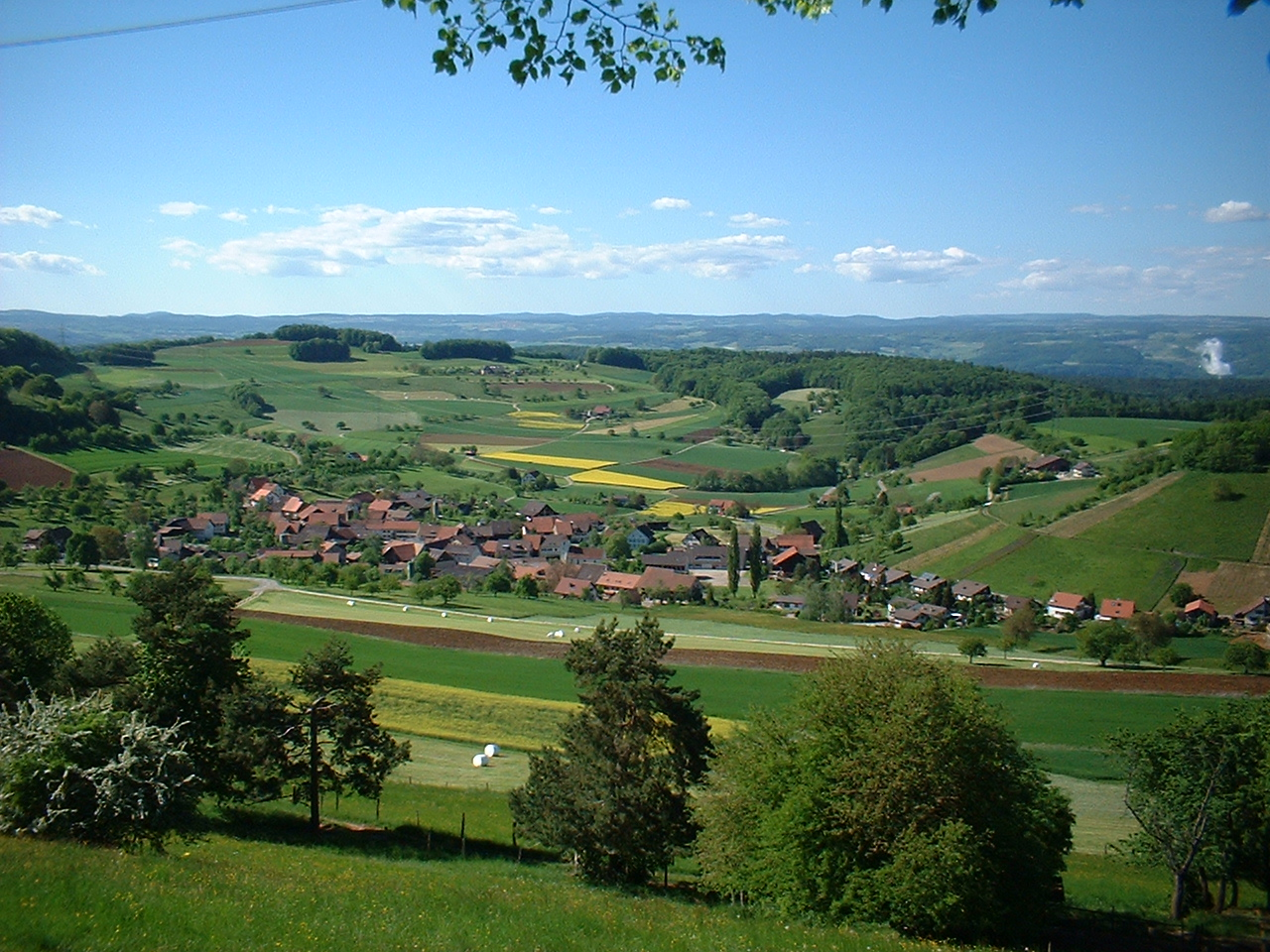
Mandach.

Mandach är en ort och kommun i distriktet Brugg i kantonen Aargau, Schweiz. Kommunen har 346 invånare (2023).